# Xie Fuzhan

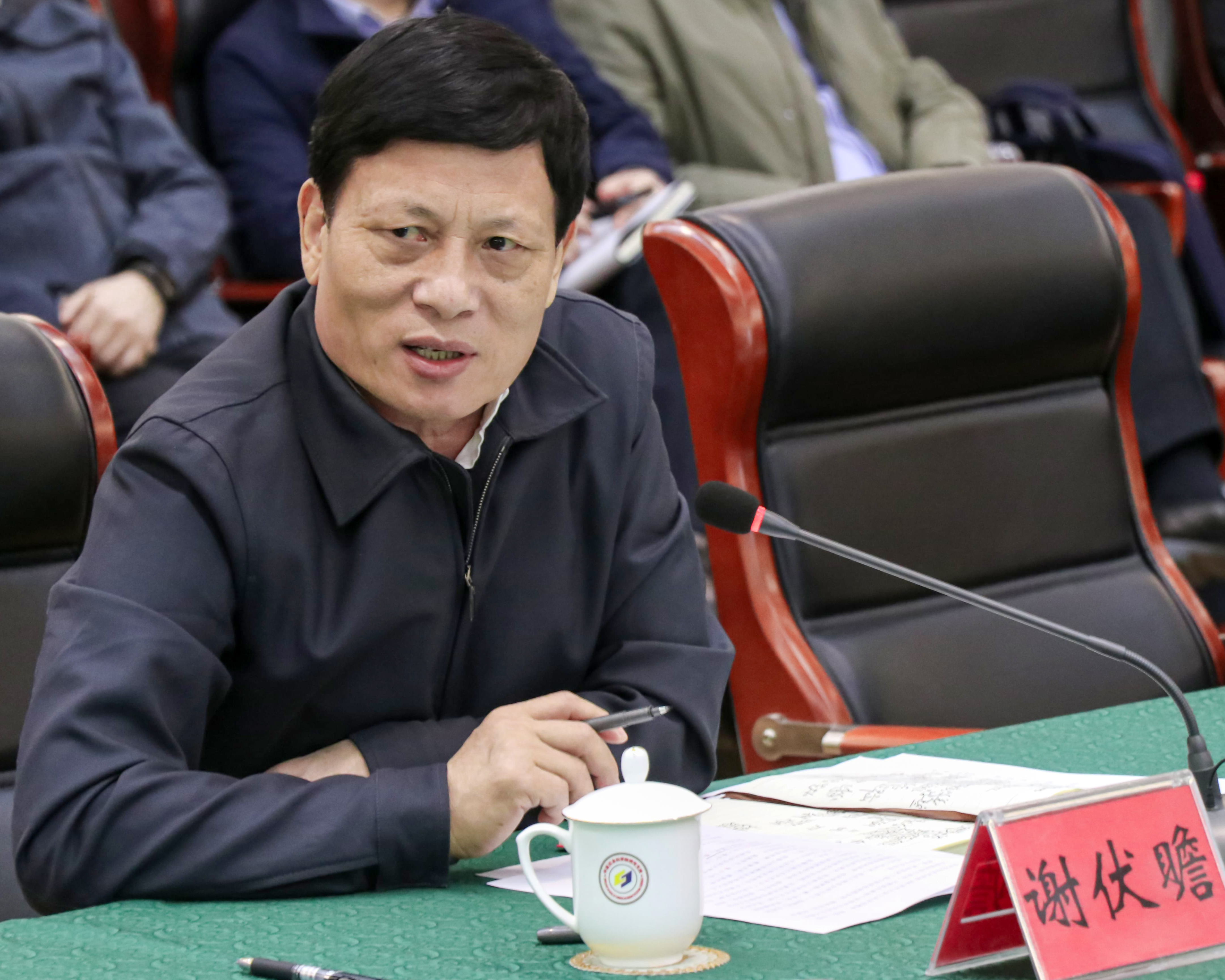
Xie Fuzhan

Xie Fuzhan (chinesisch 谢伏瞻; * 9. August 1954 in Tianmen in der Provinz Hubei) ist ein Han-Chinese, der von 2006 bis 2008 das Staatliche Amt für Statistik der Volksrepublik China als Direktor leitete. Seit 20. März 2018 ist er Präsident und Parteisekretär der Chinesischen Akademie der Sozialwissenschaften.

## Beruflicher Werdegang
Als Absolvent der zentralchinesischen Universität für Wissenschaft und Technik in Huazong arbeitete er von 1980 bis 1986 als Reporter für die Renmin Ribao. Von 1986 bis 1989 war als am Entwicklungsforschungszentrum des Staatsrates (chinesisch 国务院发展研究中心) wissenschaftlich tätig. 
Von 1991 bis 1992 war als Gaststudent an der Princeton University in den USA.

## Parteikarriere und politische Ämter
1999 bis 2006 war er stellvertretender Direktor am Entwicklungsforschungszentrum des Staatsrates der Volksrepublik China. 
2007 war er eines der 127 Mitglieder der Disziplinkontrollkommission des 17. Parteikongresses. 
Von 2013 bis 2016 amtierte er als Gouverneur der Provinz Henan. Von März 2016 bis März 2018 war er Parteichef der Kommunistischen Partei Chinas in der Provinz Henan.
Im Januar 2018 wurde er zum Mitglied des 13. Nationalkomitees der Politischen Konsultativkonferenz des Chinesischen Volkes gewählt (PKKCV). Im März desselben Jahres wurde er zum Mitglied des Ständigen Ausschusses des 13. Nationalkomitees der PKKCV gewählt, woraufhin er sein Amt als Parteichef der Provinz Hunan niederlegte.